# إيفان جونز
إيفان جونز (بالإنجليزية: Evan Jones)‏ هو سياسي أمريكي، ولد في 19 يونيو 1846، وتوفي في 26 يناير 1899.